# B2B
企業對企業（B2B）（英文：business-to-business），也称“公对公”，指的是企業間透過電子商務的方式進行交易，企業利用網際網路來支援企業與企業之間各種買賣的資訊流、商流、金流、物流的經營流程與架構，相對於B2C的銷售方式是企業對顧客。舉例來說，一間賣免洗餐具的工廠，若它主要的出貨對象為餐廳，這就是B2B的模式，由餐廳提供免洗餐具給使用者，餐厅对使用者这种模式为B2C。B2B也泛指企業間的市場活動，不侷限於最終交易對象的認定。另外，B2B也指企業間定義業務型態的方式。譬如有一間公司是以影印機的租用業務為主，這就是一種B2B型態的銷售組織。B2B著重於企業間網路的建立、供應鏈體系的穩固。B2C需要靠規模經濟的方式，吸引購買、降低售價來增加利潤，而B2B不用靠規模，而是靠企業間網路的建立穩固其銷售。

## 關聯項目
- 企業對顧客 B2C
- 顧客對顧客 C2C
- 顧客對企業 C2B